# Hylomyscus kerbispeterhansi
Hylomyscus kerbispeterhansi és una espècie de mamífer rosegador de la família dels múrids. És endèmic de Kenya. Té una llargada de cap a gropa de 80-103 mm, la cua de 108-158 mm, els peus de 18-22 mm, les orelles de 17-22 mm i un pes de fins a 39 g. El pelatge, llarg i suau, és gris pissarra al dors i gris blanquinós al ventre. L'espècie fou anomenada en honor del zoòleg estatunidenc Julian Kerbis Peterhans.